# Piz Rondadura
Piz Rondadura är en bergstopp i Schweiz.   Den ligger i regionen Surselva och kantonen Graubünden, i den sydöstra delen av landet, 110 km öster om huvudstaden Bern. Toppen på Piz Rondadura är 3 016 meter över havet.
Terrängen runt Piz Rondadura är bergig åt nordväst, men åt sydost är den kuperad. Närmaste större samhälle är Disentis, 16,1 km nordost om Piz Rondadura. 
Trakten runt Piz Rondadura består i huvudsak av gräsmarker. Runt Piz Rondadura är det mycket glesbefolkat, med 4 invånare per kvadratkilometer.